# 布登巴赫
布登巴赫是德国莱茵兰-普法尔茨州的一个市镇。总面积3.51平方公里，总人口173人，其中男性96人，女性77人（2011年12月31日），人口密度49人/平方公里。